# Deron Washington
Deron Rachard Washington (Saint Louis, 12 dicembre 1985) è un ex cestista statunitense.

## Carriera
È stato selezionato dai Detroit Pistons al secondo giro del Draft NBA 2008 (59ª scelta assoluta).

## Palmarès
- Coppa di Israele: 1

Hapoel Holon: 2008-09
- Coppa Italia: 1

Auxilium Torino: 2018
- Campionato italiano: 1

Reyer Venezia: 2018-19
- Copa Príncipe de Asturias: 1

Obradoiro: 2011